# Relações entre França e Líbia
As relações entre França e Líbia referem-se as relações internacionais entre o país europeu, a República Francesa, e o outro localizado no norte da África, a Líbia.

## História
As relações franco-líbias nem sempre foram boas: em 1991, o regime de Muammar Gaddafi é de fato oficialmente banido da comunidade internacional na sequência das investigações do atentado de Lockerbie (1988) e, no ano seguinte, do Voo UTA 772. Isso por vezes explica os ataques como formas de retaliação por operações armadas contra a intervenção líbia no Chade, que Paris tinha respondido pela Operação Manta (1983-1984), seguido pela Opération Épervier. Paris e Trípoli, portanto, se opuseram particularmente sobre a questão do Chade.
No entanto, um acordo cultural entre os dois países foi assinado em 1976, antes que as relações bilaterais deteriorassem-se sob o efeito da questão chadiana. Com o retorno da Líbia ao cenário internacional, como resultado de sua cooperação na "guerra contra o terrorismo" lançada pelo presidente dos Estados Unidos George W. Bush depois dos ataques de 11 de setembro de 2001, um novo acordo de cooperação cultural, científica e técnica foi assinado em 2004; acordo que seria publicado somente cinco anos depois, pelo decreto de 23 de junho de 2009.

### Guerra Civil Chadiana
Na década de 1980, a discórdia líbio-francesa centrou-se na situação no Chade. Como mencionado, os dois países encontravam-se apoiando lados opostos na Guerra Civil do Chade. No final de 1987, havia 1.300 tropas francesas no Chade, defendendo principalmente a capital chadiana N'Djamena por ataques, incluindo um ataque aéreo usando bombardeiros estratégicos Tupolev Tu-22; a França também deu $90 milhões em ajuda militar ao Chade naquele ano. No entanto, a política francesa não permitiu que suas forças cruzassem o décimo sexto paralelo. Assim, os embates diretos com os soldados líbios pareciam improváveis. No entanto, diplomatas líbios ainda acusaram a França de ter "responsabilidade direta" na escalada da guerra e a agência de notícias líbia JANA chamou a incursão de "uma ação militar combinada franco-estadunidense" e acusou Washington e Paris de estarem "por trás da agressão contra a Líbia".

### Guerra Civil Líbia
Em 10 de março de 2011, a França foi o primeiro país do mundo a reconhecer o Conselho Nacional de Transição como o governo legítimo da Líbia, no contexto da Guerra Civil Líbia de 2011 contra Muammar Gaddafi. Poucos dias depois, seria o primeiro país a tentar estabelecer uma zona de exclusão aérea sobre a Líbia e participa ativamente no lançamento da intervenção internacional contra o regime de Gaddafi.  Os aviões de combate franceses Rafale e Mirage 2000 também conduziram os primeiros ataques militares contra as forças de Gaddafi pelas nações ocidentais e pelas Nações Unidas - em 19 de março de 2011 cerca de vinte aviões de guerra franceses destruíram tanques e veículos blindados líbios. Alguns relatórios indicam que estes ataques aéreos franceses começaram antes mesmo do fim das reuniões de emergência em Paris entre os líderes das nações ocidentais e, portanto, não foram coordenados com os ataques aéreos de outras nações, causando alguns atritos entre os aliados.
Depois que o Conselho Nacional de Transição dissolveu seu Conselho Executivo em 8 de agosto e encarregou seu presidente, Mahmoud Jibril, com a formação um novo, a França chamou o movimento de "uma decisão soberana". Em comunicado, o Ministério das Relações Exteriores francês declarou que um novo conselho deveria ser "rapidamente designada".

### Financiamento para a campanha de Nicolas Sarkozy em 2007
Em abril de 2012, o Mediapart publicou um documento sobre o possível financiamento da campanha eleitoral de Nicolas Sarkozy em 2007 pela Líbia, descrito por Ziad Takieddine de "credível". Era uma nota assinada por Moussa Koussa, então chefe do serviço secreto líbio, no qual Tripoli prometeu "50 milhões de euros" para Sarkozy; não especificando se esses fundos foram pagos. O presidente Sarkozy e seu partido chamaram a nota de "falsa" e o site Mediapart de "oficina da esquerda". Mediapart é um site independente.